# پل واسور
پل واسور (فرانسوی: Paul Vasseur‎؛ ۱۰ اکتبر ۱۸۸۴ – ۱۲ اکتبر ۱۹۷۱) بازیکن واترپلو اهل فرانسه بود.
وی در مسابقات کشوری و بین‌المللی در مجموع برندهٔ ۱ مدال برنز شده‌است.